# Campeonato FIBA Américas Sub-16 de 2013
El Campeonato FIBA Américas Sub-16 de 2013 fue la 3ª edición del torneo de baloncesto organizado por FIBA Américas más importante a nivel americano para selecciones menores de 16 años. Se realizó en el Campus de Maldonado en la ciudad de Maldonado en el departamento del mismo nombre en (Uruguay), 11 al 15 de junio de 2013 y entregó cuatro plazas al mundial de baloncesto sub-17 2014

## Selecciones participantes
- Norteamérica:
  -  Estados Unidos
  -  Canadá
- Centroamérica y el Caribe:
  -  Bahamas
  -  Puerto Rico
  -  México
- Sudamérica:
  -  Argentina
  -  Chile
  -  Uruguay (Sede)

## Primera fase

### Grupo A
|   | Equipo         | Pts | J | G | P | PF  | PC  | Dif  |
| - | -------------- | --- | - | - | - | --- | --- | ---- |
| 1 | Estados Unidos | 6   | 3 | 3 | 0 | 347 | 155 | +192 |
| 2 | Argentina      | 5   | 3 | 2 | 1 | 227 | 200 | +27  |
| 3 | Bahamas        | 4   | 3 | 1 | 2 | 182 | 249 | -67  |
| 4 | México         | 3   | 3 | 0 | 3 | 136 | 288 | -152 |

| 11 de junio, 15:00                   | Argentina                            | 74 - 53                              | Bahamas                        |  |
| Reporte                              |                                      |                                      |                                |  |
| Parciales: 20-16, 14-8, 20-18, 20-11 | Parciales: 20-16, 14-8, 20-18, 20-11 | Parciales: 20-16, 14-8, 20-18, 20-11 | Campus de Maldonado, Maldonado |  |
| Lucio Delfino 18 puntos              | Pts                                  | Deajour Adderley 15 puntos           | Campus de Maldonado, Maldonado |  |
| Lucio Delfino 17 rebotes             | Rebs                                 | Qyemah Gibson 10 rebotes             | Campus de Maldonado, Maldonado |  |
| Guillermo Aliende 5 asistencias      | Asists                               | Deondre Vilmar 4 asistencias         | Campus de Maldonado, Maldonado |  |

| 11 de junio, 17:00                | México                            | 31 - 130                          | Estados Unidos                 |  |
| Reporte                           |                                   |                                   |                                |  |
| Parciales: 9-29, 7-39, 8-31, 7-31 | Parciales: 9-29, 7-39, 8-31, 7-31 | Parciales: 9-29, 7-39, 8-31, 7-31 | Campus de Maldonado, Maldonado |  |
| Rene Melendez 7 puntos            | Pts                               | Diamond Stone 20 puntos           | Campus de Maldonado, Maldonado |  |
| Rene Melendez 4 rebotes           | Rebs                              | Ivan Rabb 12 rebotes              | Campus de Maldonado, Maldonado |  |
| Hector Chavira 3 asistencias      | Asists                            | Devearl Ramsey 6 asistencias      | Campus de Maldonado, Maldonado |  |

| 12 de junio, 15:00                   | Bahamas                              | 77 - 54                              | México                         |  |
| Reporte                              |                                      |                                      |                                |  |
| Parciales: 10-12, 27-7, 19-16, 21-19 | Parciales: 10-12, 27-7, 19-16, 21-19 | Parciales: 10-12, 27-7, 19-16, 21-19 | Campus de Maldonado, Maldonado |  |
| Deajour Adderley 18 puntos           | Pts                                  | Saul Santana 13 puntos               | Campus de Maldonado, Maldonado |  |
| Qyemah Gibson 13 rebotes             | Rebs                                 | Ivan Venegas 15 rebotes              | Campus de Maldonado, Maldonado |  |
| Deajour Adderley 6 asistencias       | Asists                               | Ivan Venegas 4 asistencias           | Campus de Maldonado, Maldonado |  |

| 12 de junio, 19:00                    | Estados Unidos                        | 96 - 72                               | Argentina                      |  |
| Reporte                               |                                       |                                       |                                |  |
| Parciales: 31-16, 24-17, 17-22, 24-17 | Parciales: 31-16, 24-17, 17-22, 24-17 | Parciales: 31-16, 24-17, 17-22, 24-17 | Campus de Maldonado, Maldonado |  |
| Malik Newman 21 puntos                | Pts                                   | Guillermo Aliende 18 puntos           | Campus de Maldonado, Maldonado |  |
| Joshua Jackson 7 rebotes              | Rebs                                  | Máximo Fjellerup 6 rebotes            | Campus de Maldonado, Maldonado |  |
| Joshua Jackson 3 asistencias          | Asists                                | Guillermo Aliende 7 asistencias       | Campus de Maldonado, Maldonado |  |

| 13 de junio, 15:00                   | Estados Unidos                       | 121 - 52                             | Bahamas                        |  |
| Reporte                              |                                      |                                      |                                |  |
| Parciales: 23-12, 36-16, 28-16, 34-8 | Parciales: 23-12, 36-16, 28-16, 34-8 | Parciales: 23-12, 36-16, 28-16, 34-8 | Campus de Maldonado, Maldonado |  |
| Malik Newman 26 puntos               | Pts                                  | Sebastian Gray 12 puntos             | Campus de Maldonado, Maldonado |  |
| Daniel Giddens 10 rebotes            | Rebs                                 | Sebastian Gray 6 rebotes             | Campus de Maldonado, Maldonado |  |
| Seventh Woods 7 asistencias          | Asists                               | Deajour Adderley 2 asistencias       | Campus de Maldonado, Maldonado |  |

| 13 de junio, 17:00                    | Argentina                             | 81 - 51                               | México                         |  |
| Reporte                               |                                       |                                       |                                |  |
| Parciales: 28-12, 20-12, 12-11, 21-16 | Parciales: 28-12, 20-12, 12-11, 21-16 | Parciales: 28-12, 20-12, 12-11, 21-16 | Campus de Maldonado, Maldonado |  |
| Lucio Delfino 17 puntos               | Pts                                   | Ivan Venegas 15 puntos                | Campus de Maldonado, Maldonado |  |
| Jeffrey Merchant 8 rebotes            | Rebs                                  | Ivan Venegas 13 rebotes               | Campus de Maldonado, Maldonado |  |
| Guillermo Aliende 9 asistencias       | Asists                                | Jesus Olivera 4 asistencias           | Campus de Maldonado, Maldonado |  |

### Grupo B
|   | Equipo      | Pts | J | G | P | PF  | PC  | Dif |
| - | ----------- | --- | - | - | - | --- | --- | --- |
| 1 | Canadá      | 6   | 3 | 3 | 0 | 238 | 156 | +82 |
| 2 | Puerto Rico | 5   | 3 | 2 | 1 | 190 | 187 | +3  |
| 3 | Chile       | 4   | 3 | 1 | 2 | 156 | 211 | -55 |
| 4 | Uruguay     | 3   | 3 | 0 | 3 | 174 | 204 | -30 |

| 11 de junio, 19:00                    | Uruguay                               | 62 - 64                               | Chile                          |  |
| Reporte                               |                                       |                                       |                                |  |
| Parciales: 16-16, 12-13, 19-18, 15-17 | Parciales: 16-16, 12-13, 19-18, 15-17 | Parciales: 16-16, 12-13, 19-18, 15-17 | Campus de Maldonado, Maldonado |  |
| Facundo Grolla 17 puntos              | Pts                                   | Dante Bahamonde 18 puntos             | Campus de Maldonado, Maldonado |  |
| Facundo Grolla 10 rebotes             | Rebs                                  | Javier Barra 8 rebotes                | Campus de Maldonado, Maldonado |  |
| Agustín Viotti 4 asistencias          | Asists                                | Nicolas Aguirre 5 asistencias         | Campus de Maldonado, Maldonado |  |

| 11 de junio, 21:00                    | Canadá                                | 76 - 63                               | Puerto Rico                    |  |
| Reporte                               |                                       |                                       |                                |  |
| Parciales: 13-13, 23-11, 22-22, 18-17 | Parciales: 13-13, 23-11, 22-22, 18-17 | Parciales: 13-13, 23-11, 22-22, 18-17 | Campus de Maldonado, Maldonado |  |
| Jamal Murray 24 puntos                | Pts                                   | Arnaldo Toro 13 puntos                | Campus de Maldonado, Maldonado |  |
| Edward Ekiyor 12 rebotes              | Rebs                                  | Gerardo Texeira 10 rebotes            | Campus de Maldonado, Maldonado |  |
| Malick Turenne 6 asistencias          | Asists                                | Edwin Cancel 3 asistencias            | Campus de Maldonado, Maldonado |  |

| 12 de junio, 17:00                  | Chile                               | 40 - 87                             | Canadá                         |  |
| Reporte                             |                                     |                                     |                                |  |
| Parciales: 15-18, 4-22, 7-32, 14-15 | Parciales: 15-18, 4-22, 7-32, 14-15 | Parciales: 15-18, 4-22, 7-32, 14-15 | Campus de Maldonado, Maldonado |  |
| Diego Low 9 puntos                  | Pts                                 | Koby McEwen 19 puntos               | Campus de Maldonado, Maldonado |  |
| Javier Barra 8 rebotes              | Rebs                                | Kalif Young 9 rebotes               | Campus de Maldonado, Maldonado |  |
| Nicolas Aguirre 3 asistencias       | Asists                              | Jerome Desrosiers 3 asistencias     | Campus de Maldonado, Maldonado |  |

| 12 de junio, 21:00                   | Puerto Rico                          | 65 - 59                              | Uruguay                        |  |
| Reporte                              |                                      |                                      |                                |  |
| Parciales: 19-8, 11-20, 15-18, 20-13 | Parciales: 19-8, 11-20, 15-18, 20-13 | Parciales: 19-8, 11-20, 15-18, 20-13 | Campus de Maldonado, Maldonado |  |
| Ivan Gandia 16 puntos                | Pts                                  | Martin Couñago 18 puntos             | Campus de Maldonado, Maldonado |  |
| Gerardo Texeira 19 rebotes           | Rebs                                 | Felipe Monteverde 10 rebotes         | Campus de Maldonado, Maldonado |  |
| Edwin Cancel 4 asistencias           | Asists                               | Pierino Rusch 5 asistencias          | Campus de Maldonado, Maldonado |  |

| 13 de junio, 19:00                   | Puerto Rico                          | 62 - 52                              | Chile                          |  |
| Reporte                              |                                      |                                      |                                |  |
| Parciales: 21-13, 11-9, 14-14, 16-16 | Parciales: 21-13, 11-9, 14-14, 16-16 | Parciales: 21-13, 11-9, 14-14, 16-16 | Campus de Maldonado, Maldonado |  |
| Jorge Pacheco 14 puntos              | Pts                                  | Nicolas Aguirre 18 puntos            | Campus de Maldonado, Maldonado |  |
| Arnaldo Toro 23 rebotes              | Rebs                                 | Javier Barra 12 rebotes              | Campus de Maldonado, Maldonado |  |
| Leandro Allende 3 asistencias        | Asists                               | Nicolas Aguirre 6 asistencias        | Campus de Maldonado, Maldonado |  |

| 13 de junio, 21:00                   | Uruguay                              | 53 - 75                              | Canadá                         |  |
| Reporte                              |                                      |                                      |                                |  |
| Parciales: 7-15, 10-25, 20-15, 16-20 | Parciales: 7-15, 10-25, 20-15, 16-20 | Parciales: 7-15, 10-25, 20-15, 16-20 | Campus de Maldonado, Maldonado |  |
| Federico Baltasar 15 puntos          | Pts                                  | Jamal Murray 17 puntos               | Campus de Maldonado, Maldonado |  |
| Federico Baltasar 8 rebotes          | Rebs                                 | Justin Jackson 9 rebotes             | Campus de Maldonado, Maldonado |  |
| Joaquin Ortega 4 asistencias         | Asists                               | Justin Jackson 3 asistencias         | Campus de Maldonado, Maldonado |  |

### 5 al 8 lugar
| 14 de junio, 15:00                    | Bahamas                               | 66 - 72                               | Uruguay                        |  |
| Reporte                               |                                       |                                       |                                |  |
| Parciales: 13-18, 11-11, 16-22, 26-21 | Parciales: 13-18, 11-11, 16-22, 26-21 | Parciales: 13-18, 11-11, 16-22, 26-21 | Campus de Maldonado, Maldonado |  |
| Deajour Adderley 20 puntos            | Pts                                   | Facundo Grolla 36 puntos              | Campus de Maldonado, Maldonado |  |
| Qyemah Gibson 10 rebotes              | Rebs                                  | Facundo Grolla 25 rebotes             | Campus de Maldonado, Maldonado |  |
| Shamar Burrows 4 asistencias          | Asists                                | Federico Baltasar 5 asistencias       | Campus de Maldonado, Maldonado |  |

| 14 de junio, 17:00                    | Chile                                 | 72 - 64                               | México                         |  |
| Reporte                               |                                       |                                       |                                |  |
| Parciales: 17-15, 15-19, 20-15, 20-15 | Parciales: 17-15, 15-19, 20-15, 20-15 | Parciales: 17-15, 15-19, 20-15, 20-15 | Campus de Maldonado, Maldonado |  |
| Sebastian Herrera 24 puntos           | Pts                                   | Rene Melendez 23 puntos               | Campus de Maldonado, Maldonado |  |
| Nicolas Aguirre 10 rebotes            | Rebs                                  | Ivan Venegas 12 rebotes               | Campus de Maldonado, Maldonado |  |
| Nicolas Aguirre 12 asistencias        | Asists                                | Saul Santana 4 asistencias            | Campus de Maldonado, Maldonado |  |

### Partido por el 7 lugar
| 15 de junio, 11:00                   | Bahamas                              | 60 - 58                              | México                         |  |
| Reporte                              |                                      |                                      |                                |  |
| Parciales: 12-10, 21-13, 9-15, 18-20 | Parciales: 12-10, 21-13, 9-15, 18-20 | Parciales: 12-10, 21-13, 9-15, 18-20 | Campus de Maldonado, Maldonado |  |
| Deajour Adderley 24 puntos           | Pts                                  | Rene Melendez 16 puntos              | Campus de Maldonado, Maldonado |  |
| Qyemah Gibson 10 rebotes             | Rebs                                 | Ivan Venegas 10 rebotes              | Campus de Maldonado, Maldonado |  |
| Sebastian Gray 3 asistencias         | Asists                               | Oscar Piña 3 asistencias             | Campus de Maldonado, Maldonado |  |

### Partido por el 5 lugar
| 15 de junio, 13:00                    | Uruguay                               | 65 - 66                               | Chile                          |  |
| Reporte                               |                                       |                                       |                                |  |
| Parciales: 13-13, 12-13, 23-18, 17-22 | Parciales: 13-13, 12-13, 23-18, 17-22 | Parciales: 13-13, 12-13, 23-18, 17-22 | Campus de Maldonado, Maldonado |  |
| Facundo Grolla 25 puntos              | Pts                                   | Nicolas Aguirre 33 puntos             | Campus de Maldonado, Maldonado |  |
| Facundo Grolla 13 rebotes             | Rebs                                  | Diego Low 8 rebotes                   | Campus de Maldonado, Maldonado |  |
| Agustin Viotti 6 asistencias          | Asists                                | Nicolas Aguirre 4 asistencias         | Campus de Maldonado, Maldonado |  |

## Fase final

### Semifinal
| 14 de junio, 19:00                   | Estados Unidos                       | 93 - 64                              | Puerto Rico                    |  |
| Reporte                              |                                      |                                      |                                |  |
| Parciales: 22-18, 25-7, 26-19, 20-20 | Parciales: 22-18, 25-7, 26-19, 20-20 | Parciales: 22-18, 25-7, 26-19, 20-20 | Campus de Maldonado, Maldonado |  |
| Ivan Rabb 19 puntos                  | Pts                                  | Ivan Gandia 21 puntos                | Campus de Maldonado, Maldonado |  |
| Ivan Rabb 14 rebotes                 | Rebs                                 | Arnaldo Toro 9 rebotes               | Campus de Maldonado, Maldonado |  |
| Seventh Woods 4 asistencias          | Asists                               | Jorge Pacheco 6 asistencias          | Campus de Maldonado, Maldonado |  |

| 14 de junio, 21:00                             | Canadá                                         | 64 - 65                                        | Argentina                      |  |
| Reporte                                        |                                                |                                                |                                |  |
| Parciales: 10-18, 13-17, 15-10, 18-11 OT1: 8-9 | Parciales: 10-18, 13-17, 15-10, 18-11 OT1: 8-9 | Parciales: 10-18, 13-17, 15-10, 18-11 OT1: 8-9 | Campus de Maldonado, Maldonado |  |
| Jamal Murray 27 puntos                         | Pts                                            | Christian Boudet 15 puntos                     | Campus de Maldonado, Maldonado |  |
| Justin Jackson 10 rebotes                      | Rebs                                           | Christian Boudet 10 rebotes                    | Campus de Maldonado, Maldonado |  |
| Edward Ekiyor 3 asistencias                    | Asists                                         | Santiago Cuelho 4 asistencias                  | Campus de Maldonado, Maldonado |  |

### Partido por el 3 lugar
| 15 de junio, 15:00                   | Puerto Rico                          | 50 - 62                              | Canadá                         |  |
| Reporte                              |                                      |                                      |                                |  |
| Parciales: 11-12, 14-9, 14-17, 11-24 | Parciales: 11-12, 14-9, 14-17, 11-24 | Parciales: 11-12, 14-9, 14-17, 11-24 | Campus de Maldonado, Maldonado |  |
| Leandro Allende 16 puntos            | Pts                                  | Jamal Murray 15 puntos               | Campus de Maldonado, Maldonado |  |
| Arnaldo Toro 14 rebotes              | Rebs                                 | Edward Ekiyor 11 rebotes             | Campus de Maldonado, Maldonado |  |
| Edwin Cancel 4 asistencias           | Asists                               | Jamal Murray 3 asistencias           | Campus de Maldonado, Maldonado |  |

### Final
| 15 de junio, 18:00                  | Estados Unidos                      | 94 - 48                             | Argentina                      |  |
| Reporte                             |                                     |                                     |                                |  |
| Parciales: 15-8, 28-7, 25-20, 26-13 | Parciales: 15-8, 28-7, 25-20, 26-13 | Parciales: 15-8, 28-7, 25-20, 26-13 | Campus de Maldonado, Maldonado |  |
| Joshua Jackson 16 puntos            | Pts                                 | Máximo Fjellerup 13 puntos          | Campus de Maldonado, Maldonado |  |
| Ivan Rabb 11 rebotes                | Rebs                                | Lautaro Riego 8 rebotes             | Campus de Maldonado, Maldonado |  |
| Malik Newman 4 asistencias          | Asists                              | Guillermo Aliende 6 asistencias     | Campus de Maldonado, Maldonado |  |

|                                    |
| Bandera de Estados Unidos          |
| Campeón Estados Unidos 3.er título |

## Clasificación
| Posición | Equipo         |
| -------- | -------------- |
| 1        | Estados Unidos |
| 2        | Argentina      |
| 3        | Canadá         |
| 4        | Puerto Rico    |
| 5        | Chile          |
| 6        | Uruguay        |
| 7        | Bahamas        |
| 8        | México         |

## Clasificados al Campeonato Mundial Sub-17 2014
| Bandera de Argentina | Bandera de Canadá | Bandera de Estados Unidos | Bandera de Puerto Rico |
| Argentina            | Canadá            | Estados Unidos            | Puerto Rico            |
| -------------------- | ----------------- | ------------------------- | ---------------------- |